# Diversidad sexual en la República Dominicana
Las personas LGBT+ en República Dominicana se enfrentan a ciertos desafíos legales y sociales no experimentados por otros residentes[¿cuál?]. La percepción de rechazo ha variado favorablemente entre el 2006 al 2014. Según una encuesta de opinión pública emitida en enero de 2006 por la Fundación Global Democracia y Desarrollo, el 57,7% de dominicanos rechaza a los homosexuales. En 2012 y 2013, la encuestadora Newlink publicó que el 54% de los encuestados estaban en contra de que se adopten medidas de protección contra el maltrato y la discriminación de personas homosexuales. En el 2013 la encuesta realizada por Newlink arrojó que el 55 % de los dominicanos acepta cierto tipo de uniones homosexuales y que apenas el 21.4 %  aprueba el matrimonio legal. En el 2014, la misma encuesta mostró que el 51,8% de los encuestados aceptaría un familiar homosexual, mientras que el 62,2% lo haría si se tratase de un hijo. En una encuesta realizada en el año 2014 por la firma Gallup-Hoy, el 73% de los dominicanos dijo que en el país hay discriminación contra las personas LGBT y en el 2017 un estudio del COIN donde un 45% de los participantes se identificaron como personas LGBT se evidenció que el 83.2% había sufrido alguna forma de violencia o discriminación en los últimos tres años.

## Estatus legal
- Aunque la homosexualidad no es ilegal, todavía existe rechazo contra miembros LGBT de la sociedad, en gran parte debido a la fuerte presencia de la Iglesia católica del país.[7] Diversos sondeo dan a diversas formas de discriminación hacia personas homosexuales en los trabajos, áreas de salud y educación.[8][9][6]
- En el país las prácticas sexuales de naturaleza homosexual entre adultos que dan su consentimiento son legales. La edad de consentimiento es de 18 años.
- La constitución dominicana en su artículo 39 prohíbe todas las formas de discriminación.
- La Ley 49-00, General de Juventud, en su artículo II prohíbe la distinción por "orientación sexual" en la aplicación de la políticas públicas de juventud.[10]
- Por su parte el Código Penal de la RD en artículos 182 al 185 de sancionan la discriminación de cualquier tipo. “Constituye discriminación el hecho de incurrir en cualquier trato desigual o vejatorio contra una persona física en razón de su origen, edad, sexo, preferencia u orientación sexual, color, situación de familia, estado de salud, discapacidad, costumbre, opinión política, actividad sindical, oficio, pertenencia o no a una etnia, nación o religión determinada”.[11]
- Antes de la última modificación de la constitución en el 2010 existía una ambigüedad sobre el matrimonio igualitario, pero ahora el artículo 55 reconoce el matrimonio y las uniones de hecho (concubinato) solo entre un hombre y una mujer.[12] Pese a esto la Embajada Británica celebró en el 2014 la primera boda en territorio de la RD bajo las leyes de esta nación europea.[13]
- Existen evidencias de que la Policía Nacional suele realizar detenciones arbitrarias (tanto para homosexuales como para heterosexuales),[14] prohibidas por la Constitución, bajo el supuesto de que las personas atentan al "orden público y respeto a las buenas costumbres";[15] también hay información de que las personas detenidas reciben trato violatorio de su dignidad humana.[16] También se ha denunciado negligencia y falta de interés por parte de las autoridades policiales y judiciales en los casos de crímenes de odio en contra de personas homosexuales[17] y transexuales.[18] Se ha negado la inclusión de la figura ¨crimen de odio¨ en los códigos legales, a pesar de que se ha comenzado aceptar su uso por miembros del ministerio público para referirse a este tipo de asesinato.[19]
- La Ley orgánica de las Fuerzas Armadas no prohíbe la militancia de personas homosexuales, no obstante, en la práctica los altos funcionarios promueven la exclusión.[20] Existe la ley 5230 promulgada en 1959 durante la época del dictador Rafael Leónidas Trujillo que prohíbe los actos "sodomitas" en la Policía Nacional, lo cual suele ser interpretado como una prohibición al ingreso de personas homosexuales.[21] Dicha prohibición está presente en Ley.285-66 del Código de Justicia de la Policía Nacional .También los homosexuales están impedidos de donar sangre.[22][23]
- Aunque no existe una ley de identidad de género, en el 2014 se hizo público el cambio de nombre (no de sexo biológico) de una conocida presentadora de televisión transexual amparado en un decreto del poder ejecutivo.[24]

## Historia

### Anterior al 2000
No existen registros de actividades públicas con carácter político que se hayan llevado a cabo en la República Dominicana con anterioridad al 2000. Aunque algunos activistas hablan de actividades realizadas por universitarios en la década de 1960. Se han identificado la presencia de un movimiento lésbico dentro del feminismo en los años que transcurre después de la dictadura de Rafael Leónidas Trujillo y antes de los años 1990.
El movimiento de hombres gay en la República Dominicana es más reciente que el de las mujeres y parece haberse impulsado a raíz de la epidemia del VIH/sida.

### Años 2000 al 2009
- Para el 1989 ya se había incorporado lo que sería la primera organización abiertamente de homosexuales (ASA - Amigos Siempre Amigos), que en junio del 2000 decidieron marchar con un reducido grupo (no más de doce personas) por la Calle el Conde portando la bandera del arcoíris y pronunciando consignas políticas.
- En el 2001 se celebra lo que sería la primera marcha de su tipo alusiva al Día Internacional del Orgullo LGBT en RD,[25] convocada en esta ocasión por Gaylesdom y que se caracterizó por ser una manifestación pacífica. Ese mismo año, Gaylesdom hizo la primera denuncia pública de Crimen de Odio contra un homosexual[26] y participó de la Feria del Libro con una caseta conmemorativa a la no discriminación. Gaylesdom, fue acusada de promover la homosexualidad entre escolares[27] y de distribuir material pornográfico.[28]
- Entre 2002 y 2004, se observó poca actividad pública de los grupos LGBT, atribuida principalmente a la negación de permisos por parte de las autoridades para celebrar manifestaciones, a la inestabilidad económica del momento y al temor a represalias como la que se vivieron luego de la marcha del 2001.
- En el 2004 la organización ASA celebró lo que sería el Primer Foro de Derechos Humanos y Diversidad Sexual enmarcado desde una perspectiva de salud. El colectivo Gaylesdom participó entre 2004 y 2005 en los procesos de incidencia a nivel internacional sobre la Resolución de Brasil de derechos humanos y orientación sexual agendada por la Comisión de DDHH de las Naciones Unidas.[29]
- En el 2005, se realizaron diferentes actividades de tipo cultural convocadas por el sector lésbico (muestras fotográficas, monólogos y lecturas de poesía).
- En el 2006, se hicieron varias actividades festivas en locales propios del público gay para conmemorar el Orgullo. Se organizó una representación artística que parodiaba las declaraciones del Cardenal católico dominicano que procuraba la expulsión del país de los homosexuales, a quienes también llamó ¨lacras¨.[30]
- La policía y el ministerio público, luego de dar declaraciones de que no reciben quejas en contra de los negocios gay de la Zona Colonial, inició una batida contra los bares y discotecas "de ambiente" cerrando al menos los dos más frecuentados. En junio de ese año Asa convocó el tercer Foro de Derechos Humanos bajo el lema: Orgullo gay y Lésbico, expresión de la diversidad.[31] Este foro marca el hito de colocar por primera vez a un transexual como moderador de una actividad con enfoque académico y porque el colectivo tomó la determinación de visibilizarse y salir de la clandestinidad.[32]
- Durante estos años, se conoce de la participación de RD en el Foro Sindical sobre Diversidad Sexual y Género[33] que abordó los avances locales en la eliminación de la discriminación por orientación sexual en el trabajo, donde representantes dominicanos pudieron exteriorizar la situación dominicana.
- En el 2006, también surge la denominada Alianza de Hombres Gay, Trans y otros Hombres que tienen sexo con Hombre (GTH) en el marco de las estrategias para afrontar la epidemia del VIH.
- En el 2007, Gaylesdom organizó en la Facultad latinoamericana de Ciencias Sociales (FLACSO) un conversatorio sobre “La sexualidad entre lo personal y lo político”. A partir del renovamiento del espíritu de colectividad se dieron los primeros pasos para instituir el denominado CAP-LGBTIR (Comité de Acción Política de Lesbianas, Gais, Bisexuales, Trans, Intersexuales, Raros y Raras) que estuvo vigente durante un año. Ese año los productores del musical "El Beso de la Mujer Araña" abrieron sus puertas durante el día del orgullo para que las personas LGBT pudieran disfrutar de la obra teatral. También se hizo una actividad de carácter político en el Parque Duarte de la Zona Colonial, liderada principalmente por el sector lésbico.
- En el 2007 RevASA lanzó la campaña "Aceptame Como Soy", en el marco de la lucha contra la homofobia y realizó una jornada de reconocimientos a personas heterosexuales que poseen discursos a favor del respeto de las libertades ciudadanas. Dicho evento se repitió en el 2008 utilizando las instalaciones de la Universidad Autónoma de Santo Domingo. Actividad similar fue replicada por el grupo Transsa (formado por gais y transexuales) en el marco de celebración de su aniversario.
- Ese mismo año 2007 los activistas locales se reunieron en un espacio público de la capital de RD, denominado El Boulevard de la 27 de febrero, para celebrar el Orgullo LGBT. Dicha actividad, de carácter festivo, se vio incidentada por la presencia militar y porque el bar "Fritos Verdes" que suministraría las bebidas no abrió debido a que recibió amenazas de las autoridades que administraban el Boulevard. Los días posteriores a esta actividad, el local fue clausurado de manera definitiva en medio de una redada donde apresaron a varios jóvenes homosexuales.
- En el 2008, Asa y su red voluntarios convocaron a lo que sería la primera Caravana del Orgullo LGBT Dominicana, con una tímida participación de la comunidad. Este evento se ha mantenido celebrando ininterrumpidamente con el apoyo de diversas organizaciones que forman el colectivo, convirtiéndose - en la actualidad- en la actividad de movilización más grande del movimiento LGBT dominicano.
- En el 2009 FLACSO y la Red de Encuentro Dominico Haitiano Jacques Viau (REDH) realizaron el “Foro Discriminación” donde se describió el marco de intolerancia que existe en la RD hacia determinados grupos sociales. Dentro de la celebración del orgullo se realizó la tercera caravana del Orgullo LGBT y se llevó a cabo una Boda Gay Simbólica en el Parque Duarte, actividad que provocó el apersonamiento de autoridades policiales y quejas de la junta de vecinos de la Zona Colonial.

### Año 2010 hasta el presente
Entre 2010 al 2014, se consideran los años de mayor actividad del movimiento LGBT dominicano. En su agenda de trabajo tenemos:
- Celebración de varios foros de derechos humanos (se celebra un foro regional, uno en la ciudad capital y otros de tipo académicos organizados por grupos e instituciones vinculadas a la educación superior);
- la tradicional Caravana del Orgullo LGBT;
- actividades puntuales enmarcadas en el Día Internacional contra la homofobia, el día Mundial de lucha contra el VIH y el Día Internacional contra la discriminación;
- las protestas de los grupos Trans por los crímenes de odios cometidos contra Travestis que ejercen el trabajo sexual;
- ruedas de prensas para fijar posturas en torno a situaciones de discriminación;
- desde 2010 se realiza un festival de cine LGBT denominado Santo Domingo Outfest, que en su versión del 2013 fue considerado uno de los más importantes y de mayor audiencia entre los festivales de cine de la República Dominicana.

A partir del 2013 las celebraciones del orgullos se han extendido a otras provincias del país. En el 2013 ASA-Santiago organizó la primera marcha LGBT de dicha ciudad, la cual fue replicada por segunda vez el 6 de junio de 2014. El 29 de junio se hizo la primera parada gay de la ciudad La Vega, por la Organización Union GTH Vegana Inc, y replicando esta parada en el 2015 por igual en la misma Ciudad.
Replicando esta en el 2015 en la misma Ciudad.
En el 2014, la organización COTRAVETD realizó el primer Foro de personas Trans.
En junio del 2014 se celebró el 8.º Foro Nacional de Derechos Humanos y Diversidad Sexual con el apoyo de la embajada de los Estados Unidos. Este foro tuvo la particularidad de haber recibido apoyo de diferentes sectores de la vida pública de la RD, entre ellos el pre-candidato a la presidencia del país por el PRD. También participó Janet Arelis Quezada, subdirectora de comunicaciones de la Alianza Gay y Lésbica contra la Difamación (GLAAD).
También desde la embajada se coordinaron dos actividades más: la exposición de la película The laramie project y un conversatorio sobre cine experimental con el cineasta Jorge Oliver, profesor del Instituto Pratt.
La tradicional caravana de Santo Domingo y el concierto de solidaridad que se organiza para celebrar el día del orgullo fue realizado el 13 de julio de 2014 con el respaldo de diferentes sectores de la sociedad civil.
En la primera semana de marzo del 2015, RevASA y el CariFLAGS organizaron el primer encuentro de jóvenes activistas y líderes LGBT con la participación de representantes de Cuba, Trinidad & Tobago, Haití, Puerto Rico, Suriname y República Dominicana.

### Incidencia Política: Avances y Retrocesos
A pesar de que se puede hablar de un movimiento LGBT organizado en la RD con más de diez años de trabajo, aún no existe un marco jurídico que promueva y proteja los derechos específicos de las personas homosexuales. Tampoco existen personas que públicamente asumen su homosexualidad en puestos electivos.

### Años 2000 al 2010
- En el 2000, luego de arduas jornadas de sensibilización y revisión se logró que se aprobara la Ley General de Juventud (49-00), la cual prohíbe todas las formas de discriminación en el contexto de formulación y la aplicación de las políticas públicas de juventud. Aunque el alcance de esta ley es muy específico, constituye la primera legislación que incluye las terminologías "por orientación sexual e identidad de género".
- Entre 2003 y 2011, los activistas locales participaron en los procesos de incidencia para que la comisión de Derechos Humanos de Naciones Unidas aprobaran la Resolución de Brasil sobre "orientación sexual y derechos humanos" la cual reconoce la orientación sexual y la identidad de género como derechos fundamentales. Dicha resolución fue aprobada el 17 de junio de 2011 con el apoyo de 85 países, dentro los cuales la RD votó a favor.
- En el 2006, el entonces Consejo Presidencial del VIH/sida dio apoyo logístico y financiero para que se formara la Alianza de hombres gais, trans y otros hombres que tienen sexo con hombres (GTH) en el marco de la respuesta nacional a la epidemia del VIH. La creación de esta alianza es lo que ha permitido que nuevos grupos y organización gais surjan en el contexto nacional.
- En el 2006, durante el proceso de revisión del Código Civil de la RD se incluyó la "libertad sexual" como figura jurídica. La pieza intentaba reconocer el derecho de las personas de disfrutar su sexualidad sin injerencia del Estado. La presión mediática de los sectores conservadores distorsionaron la pieza alegando que sería el primer paso para la aprobación del matrimonio igualitario en RD. La figura de la "libertad sexual" fue eliminada del texto.
- La Suprema Corte de Justicia de la RD promulgó la Resolución núm. 2006-2009, del 30 de julio de 2009, que Aprueba el Sistema de Integridad Institucional del Poder Judicial. Dicha resolución prohíbe que los jueces y servidores administrativos del sistema judicial basen sus decisiones de manera discriminatoria es varios aspectos de la condición humana citando explícitamente el de "orientación sexual" (Art 12, ord 2).
- En el 2010, durante los procesos de vistas públicas de la Constitución Dominicana los activistas LGBT propusieron la inclusión de los términos "orientación sexual e identidad de género" en el artículo que prohíbe la discriminación. La petición fue desestimada por los congresistas e incluyeron una definición de matrimonio que bloquea el paso a la realización de uniones entre personas del mismo sexo.

### Años 2010 al presente
En el 2013 la Organización de Estados Americanos adoptó la Convención Interamericana contra toda forma de Discriminación e Intolerancia (A-69), pero al momento los activistas locales no han logrado que la República Dominicana firme y adopte dicha convención, la cual compromete al estado a que establezca mecanismos legales de protección contra la discriminación y violencia hacia personas homosexuales.
En octubre del 2013, la Organización Acción Mundial de Parlamentario y la Cámara de Diputados de la RD realizaron el Seminario Parlamentario Protegiendo los Derechos Humanos, Combatiendo la Discriminación y Abordando el VIH/SIDA en Personas con Diversas Orientaciones Sexuales e Identidades de Género, donde los diputados asistentes acordaron ejecutar un plan de acción tendente a impulsar leyes y políticas públicas que protejan los derechos humanos. Lamentablemente y contrario a lo expresado en dicho plan de acción la cámara de diputados ha mostrado alto nivel de intolerancia hacia los homosexuales:
- Durante las vistas públicas del Código Civil en abril del 2014, algunos diputados dieron declaraciones lamentando que personas intentasen colocar el tema del matrimonio igualitario enfatizándolo como algo negativo y reafirmado su compromiso público de que en su gestión no dejaría pasar ese tipo de propuestas. En esta oportunidad, los activistas locales apelaron a algún tipo de protección legal (no matrimonio) para las parejas del mismo sexo en caso de fallecimiento de uno de sus miembros.
- En mayo del 2014, la agenda de la Cámara baja fue modificada por su presidente Abel Martínez para conocer a destiempo y denunciar que dentro del proyecto de Ley sobre atención a la violencia de género se intentaba introducir el "matrimonio gay".[34] El hecho provocó que varios miembros de la cámara hicieran planteamientos homofóbicos y ofensivos contra los homosexuales.[35] La comisión encargada del proyecto de ley aclaró el malentendido[36] y la feministas denunciaron que se trataba de un plan para bloquear la aprobación de la pieza.[37]
- En junio de 2014, varios diputados han criticado negativamente el anuncio que hizo la Embajada de Estados Unidos en el país de apoyar las celebraciones del mes del Orgullo LGBT.[38]

El clima de intolerancia y de falta de compromiso dentro de la cámara de diputados en torno a los derechos humanos (en general) fue posteriormente denunciado por la Diputada Minou Tavárez Mirabal, presidenta del PAG (siglas en inglés de la Acción Mundial de Parlamentarios) para RD, en un comunicado (2014) donde renuncia a su posición dentro de la organización política a que pertenece y a la cual pertenecen la mayoría de miembros dentro de las cámaras legislativas.
En el mes de febrero de 2014 por primera vez se presenta ante el sistema de las Naciones Unidas un informe sombra sobre el estado de situación de los Derechos Humanos de las personas LGBT en el mecanismo del Examen Periódico Universal (EPU), en el cual por segunda vez el estado Dominicano se examinó sobre los Derechos Humanos, los países de la Naciones Unidas que participaron en el 18 período de sesiones del sobre derechos humanos, hicieron 134 recomendaciones a República Dominicana. En junio del mismo año el país acordó acatar 84 de las recomendaciones hechas, siendo de interés para el colectivo LGBT las siguientes:
- 98.41 Emprender las medidas necesarias para prevenir las detenciones arbitrarias basadas en criterios discriminatorios de cualquier tipo, en particular los relacionados con el fenotipo o los dirigidos contra personas LGBT (México);
- 98.42 Adoptar legislación destinada a proteger a las personas LGBT contra la violencia de género y la discriminación (Países Bajos);
- 98.43 Intensificar los esfuerzos y establecer y aplicar políticas y medidas para hacer frente a la discriminación basada en la orientación sexual y la identidad de género (Noruega)

Entre febrero y marzo del 2014, se denunció que el proyecto de Código de Familia de la RD pretendía prohibir la reproducción asistida a mujeres solteras e incluía entre las causas legítimas de divorcio la homosexualidad. Debido a las críticas de diferentes sectores y de activistas locales la pieza fue desestimada.
En abril de 2014, el Gobierno dominicano afirmó su compromiso con los derechos de las personas LGBT frente a la Conferencia de Población y Desarrollo de las Naciones Unidas. El viceministro de Economía y Planificación de la República Dominicana, Juan Tomás Monegro, afirmó que en RD hemos avanzado "en la creación de una conciencia nacional que propicia tolerancia y convivencia respetuosa con personas y parejas de preferencia sexual lésbico-gay".
También en abril de 2014, la Comisión Permanente de Justicia y Derechos Humanos del Senado de la República durante las vistas públicas del Código Civil prestó atención a los reclamos del Colectivo GLBT sobre la necesidad de legislar en torno al matrimonio igualitario y al rechazo de que se concedieran atribuciones a la JCE para decidir sobre el nombre elegidos por los padres en la declaración de sus hijos.
Los días 23 y 24 de mayo del 2015 La Coordinadora Lésbica y de Hombres Trans –COLEHT-, celebró el Primer Encuentro Nacional de lesbianas, hombres trans, mujeres bisexuales y queers de la República Dominicana, (LESBITRANS 2015) el cual contó con participantes provenientes de la región norte, sur, este y Santo Domingo.
Actualmente se está impulsando un anteproyecto de Ley General de Igualdad y no Discriminación, en espera de que este sea depositado al Congreso de la República Dominicana para su posterior aprobación. Archivado el 10 de noviembre de 2019 en Wayback Machine.

## Movimiento LGBT dominicano

### Estructura
El movimiento que lucha por la defensa y protección de los derechos de las personas homosexuales en República Dominicana, en la actualidad, está formado por seis frentes:
- Activistas independientes. Entre los activistas independientes hay personas con presencia en los medios de comunicación y que no se identifican como miembros de ningún grupo u organización, normalmente fungen de líderes de opinión que permiten promover el debate público. En este grupo podemos agrupar una corriente de activistas que promueven acciones desde la ¨no institucionalidad¨ como estrategia de transformación social.
- Movimiento Político GLBT Dominicano.
- Sector de hombres organizados desde la perspectivas de salud y VIH/Sida. La prevalencia de casos de VIH/SIDA en los grupos denominados de ¨hombres que tienen sexo con hombres¨ condujo a que las organizaciones de homosexuales que trabajan con el tema salud se organizaron en el 2005 y formaron lo que hoy se conoce como Alianza GTH (ASA, RevASA, ALAS, Este Amor, COTRAVETD, TRANSSA, UNIDI, UNIGTH) para combatir el impacto de la epidemia.
- Sector de mujeres lesbianas organizadas desde la lucha feminista y cuestiones de género. De manera paralela las mujeres lesbianas encontraron su espacio de lucha dentro del movimiento feminista y se aglutinaron en colectivos que se enfocaron principalmente en la reducción de la violencia de género y la promoción de los derechos sexuales y reproductivos. Es por esto, que en la prensa local estos grupos suelen ser identificados como feministas, invisibilizándose el aporte del movimiento lésbico. En este contexto y como repuesta surgen varios grupos como Repúblika Libre, La Candela, La Laguna de Safo, el Ministerio de Mujeres de la Iglesia ICM que terminan reuniéndose en la denominada Coordinadora Lésbica y de Hombres Trans (COLEHT). Existe Diversidad Dominicana que si bien no surge directamente desde los espacios feministas, colaboran al movimiento lésbico desde otras perspectivas sociales de cara a la reducción del Estigma, la Discriminación y violencia a la que está sometida la mujer de la diversidad sexual, brindando asistencia jurídica, educación sobre Derechos Humanos, derechos civiles y políticos y salud mental. También está COLESDOM esta organización está enfocada en trabajar con las mujeres biológicas, lo que agrupa dentro de la población LGBTIQ a lesbianas, hombres trans, mujeres bisexuales, intersexuales y queers.
- Sector mixto o alianzas que se organiza para abordar el tema de derechos desde la diversidad sexual. En RD ha habido tres intentos conocidos de alianzas de grupos LGBT. El primer referente es en el 2001 con el Colectivo GayLesDom, luego en el 2007 el denominado CAP-LGBTIRR y en el 2013 la Coalición LGBT. Los principales actores de cada una de estas alianzas siguen siendo los mismos.
- Instituciones de fe. Integrada principalmente por la Iglesia de la Comunidad Metropolitana de Santo Domingo.

### Movimientos opuestos
En la República Dominicana, el sector religioso es el principal promotor de ideas antihomosexuales basados en la concepción del pecado.
- La Iglesia Católica. El cardenal López Rodríguez ha expresado ideas anti-homosexuales, diciendo en septiembre de 2008, por ejemplo, que la homosexualidad "atenta contra la humanidad", tachando de "irresponsables" los gobiernos que han legalizado el matrimonio entre personas del mismo sexo.[46] En el 2001, el Arzobispo de Santo Domingo declaró para la prensa que los homosexuales debían ser quemados en una hoguera en una plaza pública de la ciudad. En los procesos de reformas de los principales instrumentos jurídicos nacionales la iglesia ha ejercido el rol de mediador y miembro de las comisiones revisoras, por lo que se ha bloqueado aspectos relevantes como la no discriminación por orientación sexual en la constitución, el matrimonio, el delito de crimen de odio en el código penal, entre otros. Este rol protagónico de la iglesia católica en procesos de este tipo ha provocado que se cuestione la autenticidad de un estado laico en RD. También la iglesia presionó para que el gobierno dominicano no aceptara la designación en 2013 del embajador de EE. UU. para RD, por ser este un activista de los derechos LGBT en su país.[47]
- Las Iglesias evangélicas. En el 2013 los Ministerios Evangélicos y la Red Pastoral convocaron a una protesta denominada "Lunes Negro" en contra de la designación de un embajador norteamericano gay en el país.[48] El Consejo Dominicano de Unidad Evangélica (CODUE) ha manifestado posturas contrarias a la celebración de actividades del Orgullo Gay en RD en el 2014.[49] Otros sectores religiosos han organizado marchas y llamados a protestas en contra de las actividades del colectivo gay,[50] por lo que la policía ha tenido que aumentar la seguridad durante estas actividades para evitar enfrentamientos.[51] En el 2014, activistas LGBT han denunciado ataques verbales, monitoreo y acoso por las redes sociales por parte de personas y organizaciones que se autoidentifican como cristianos. Entre las protestas públicas, de manera formal, realizadas por este sector tenemos:
  1. Junio de 2014, en la ciudad de San Pedro se organizó una reducida caminata anti-gay.
  2. El 3 de julio de 2014, fue organizada frente al Congreso Nacional una parada en contra del matrimonio igualitario, la celebración del orgullo y solicitando que se "retire" del país el embajador norteamericano.[52]
  3. El 22 de julio de 2014, alrededor de 70 concilios evangélicos marcharon por la ciudad de Santo Domingo.
- Dr. José Dunker, autor del libro "La Homosexualidad al desnudo" ha promovido la homosexualidad como un problema de salud pública y afirma ser capaz de corregir la "preferencia" homosexual. Este movimiento de oposición ha intentado fundamentarse en la ciencia, a pesar de contar con el rechazo de las principales organizaciones internacionales de la conducta humana. El mismo Dunker ha expresado: "La preferencia homosexual es dañina para el individuo, dolorosa para su familia, y costosa para la salud pública, por lo que debe reconocerse como una conducta anormal".[53] Varios activistas, profesionales de la salud y la conducta humana en RD han criticado con dureza los planteamientos de Dunker desde una perspectiva ética porque este concluye "la razón principal para definir esta conducta como anormal son sus consecuencias biopsicosociales", refiriéndose a la morbilidad en la población LGBT.

Ante estos movimientos opuestos el Colectivo LGBT ha respondido con un mensaje de tolerancia indicando que los sectores evangélicos tienen derechos de protestar en contra de lo que no estén de acuerdo, pero agradecen que la Constitución dominicana es lo que rige la nación y no las creencias religiosas, recalcando que su lucha se enmarca en las reivindicaciones de Derechos Humanos y Civiles, no en reinterpretaciones diversas de un texto religioso.

### Represalias e incidentes específicos
- En mayo del 2001, en el contexto de la feria del libro fue desalojada por miembros de la policía la denominada ¨Carpa contra la Discriminación¨, acusándoles de distribuir material pornográfico a escolares. Gracias al apoyo de varias organizaciones y de sectores vinculados a la comisión organizadora el entonces titular de la cartera de cultura revocó la medida. Sin embargo el hecho sigue siendo considerado como el primer atentado público por parte del estado post-trujillista hacia las libertades de las personas con orientación homosexual.
- En marzo de 2005, el hotel Cayo Limon resort destinado al público gay fue blanco de ataques por la prensa local y sectores vinculados al gobierno a raíz de que se publicara una nota en un diario de Chicago sobre la visita del presidente dominicano junto al anuncio que promovía el hotel.[54] Las tensiones sobre este tema se arrastran desde que sectores opuestos al gobierno auspició en el 2004 la publicación del libro ¨Leonel y yo¨ que vinculaba a Leonel Fernández en una relación homosexual.[55]
- En junio de 2006, la policía cerró dos bares gais en la Zona Colonial de Santo Domingo y detuvieron a 20 personas bajo el pretexto de "contaminación sonora".[56] El dueño de los bares, entre otras personas, acusó que el cierre fue un acto de discriminación y afirmó que en el momento de la intervención, el sistema de sonido del local no estaba funcionando.[57]
- En diciembre de 2006, el canal de televisión local Color Visión despidió al periodista Adolfo Salomón, que había trabajado para ese canal durante ocho años, por haberle preguntado al cardenal dominicano, Nicolás de Jesús López Rodríguez, sobre su posición respecto al ingreso de homosexuales en el clero y las fuerzas armadas.[58]
- En el 2013, el clima de homofobia en la RD se vio alborotado por el nombramiento de James 'Wally' Brewster, un activista homosexual, como embajador en el país por parte del gobierno Norteamericano.[59] No solo el sector religioso se pronunció al respecto con un llamado de protesta denominado "Lunes Negro",[60] sino que una importante cadena de supermercados se unió a las críticas en contra de los homosexuales.[61]
- En junio de 2014 la embajada de Estados Unidos colgó un video en las redes que hablaba del compromiso del gobierno norteamericano con la implementación de políticas a favor de la defensa de los derechos LGBT. Esto provocó la reacción de los sectores conservadores que acusaron al embajador de hacer activismo gay en la RD.[62]
- Durante los primeros meses del 2015 el clima patriótico y las controversias en torno al tema haitiano fue aprovechada por los sectores "conservadores" para cuestionar las opiniones de la embajada norteamericana sobre los temas LGBT, considerándolas como injerencias que atentan a la soberanía.
- En el mismo año 2015 la iglesia de la comunidad metropolitana en santo domingo (MCC), se ve obligada a cerrar debido a la constante presión de las iglesias católicas y evangélicas. Varios de sus miembros salen del país.
- 2016 Renuncia el Embajador de los Estados Unidos en República Dominicana, y la comunidad LGBT se siente huérfana ante la salida del Brewster del país. esto provocando inestabilidad ante el movimiento LGTBQI Iniciando así un éxodo de personas claves de la comunidad
- 2018 Crecen los crímenes de Odio en la comunidad LGBTQ Dominicana y aun persiste la falta de voluntad Política del Gobierno Dominicano en garantizar protección a la comunidad.
- En el año 2020-2021 el movimiento LGTBQI Dominicano abogó por la inclusión de protección por orientación sexual, lo cual no fue aprobado y sin llegar a una conclusión o aprobación por parte de los representantes políticos.
- 2022 a consecuencia de no existir leyes de protección para la comunidad LGTBQI se registra un incremento de desapariciones y homicidios de personas homosexuales en distintas partes del país.

https://transsa.org/2018/08/10/la-comunidad-lgbt-se-desangre-en-republica-dominicana/

## Cultura LGBT
Desde lo cultural la homosexualidad ha sido aceptada, rechazada y mofada al mismo tiempo sin dejar de ser un tema tabú.

### Primeros habitantes
Autores cuentan que la actividad homosexual fue observada en los pueblos taínos que habitaban la isla cuando llegaron los conquistadores españoles.
Según Gonzalo Fernández de Oviedo era una conducta generalizada y existían varones que usaban enaguas (prenda de vestir femeninas). Según su escritos: ¨Y así, haber de saber que el que dellos es paciente o toma cargo de ser mujer, en aquel e descomulgado acto, le dan luego oficio de mujer, e trae naguas de mujer¨.
Algunos sociólogos aseguran que la percepción sobre las prácticas homosexuales que tenían los taínos no perduraron hasta nuestros días producto del exterminio cultural a que fueron sometidos los indígenas y a la llamada evangelización.

### Medios de comunicación
En registro más antigua de este tipo lo constituye un programa radial conducido por Paco Escribano en la década de los 40. El actor fue un conocido y respetado humorista que se travestía para obras de teatro y shows en vivo.
La homosexualidad era objeto de burla por medio de personajes de comedia interpretados por los principales showman de la TV local. Ha sido muy frecuente que comediantes se vistan para recrear un personaje de mujer sin la intención de recrear personajes homosexuales (Freddy Beras Goico, Raymond Pozo, Miguel Céspedes, otros).
El tabú de interpretar personajes de hombres gais o trans ha ido desapareciendo gracias a la presencia de ¨La Diva¨ (por José Manuel Rodríguez), ¨La Berny¨ (del actor Tommy Castillo), ¨Darisho¨ (del actor Irvin Alberty) y ¨Don Zoilo¨ de Frank Muñoz. A estos personajes se le critica que refuerzan estereotipos negativos del homosexual: chismoso, excéntrico, escandaloso.
La homosexualidad en los medios locales pasó de ser imperceptible a cobrar notoriedad a partir de las década del 2000 con la presencia de hombres gay que se asumen públicamente y personas trans conduciendo espacios televisivos.

### Redes sociales
Durante la década de 2010 y en adelante, han surgido cuentas de YouTube, Instagram, TikTok, entre otros, llevadas por personas abiertamente LGBT+. Muchas de las cuentas están relacionadas con psicología o con podcasts conversacionales.[cita requerida]

### Folclore Dominicano
Dentro del contexto de celebración del carnaval dominicano se han identificado varios elementos alusivos a las prácticas y conductas de las personas homosexuales. A través de juegos y personajes populares del folclore la sociedad dominicana se da el permiso para que hombres personifiquen roles femeninos, sin caer en la censura moral.
Entre esos personajes y juegos se citan: Roba la Gallina, Se muere rebeca, A que no me quema el papelón y los travestis. En este contexto también las Drag Queen dominicanas han encontrado un espacio de visibilización más general que el de los espacio gais.

### Cine
El cine en República Dominicana es una industria en crecimiento. El abordaje de temas homosexuales en la pantalla gigante es limitado y de escaso protagonismo. Algunos analistas consideran que el tema no es de interés para la población en general por lo que los productores prefieren irse por temas que puedan resultar en mayor éxito comercial.
En la tesis académica Tratamiento del personaje homosexual en el cine dominicano, la sustentante Aimée Virginia Rosa analiza un total de veinte realizaciones dominicanas entre 1988 y 2008 revelando que el tema homosexual ha sido mostrado (principalmente para recrear situaciones de humor) en nueve filmes:
- Nueba Yol I: Por fin llegó Balbuena - 1995 - Ángel Muñiz;
- Perico Ripiao - 2003 - Ángel Muñiz;
- Negocios son negocios - 2004 - Joppe de Bernardi;
- La Cárcel de la Victoria: el cuarto hombre - 2004 - José Enrique Pintor;
- El Sistema - 2006 - Humberto Espinal;
- Sanky Panky - 2007 - José Enrique Pintor;
- Ladrones a domicilio - 2008 - Ángel Muñíz;
- Al fin y al cabo - 2008 - Alfonso Rodríguez;
- Santi Cló: la vaina de la Navidad - 2008 - José Enrique Pintor;

Aunque el cine de temática homosexual no existe como tal en RD, el joven director José María Cabral llevó a la pantalla en el 2012 la película Jaque Mate cuyos personajes centrales son dos hombres homosexuales.
En 2014 fue estrenada la película "Dólares de Arena" de producción dominicana (realizada por Israel Cárdenas y Laura Amelia Guzmán) que aborda de manera directa una relación de tipo lésbico. "Dólares de Arena" se considera el primer film de temática LGBT de la RD y contó con la actuación de Geraldine Chaplin en uno de los roles principales.

### Literatura
Miguel de Camps Jiménez y Mélida García compilaron en el libro Antología de la literatura gay en la República Dominicana varios textos de autores dominicanos que abordan sentimientos, ideas, personajes y expresiones que aluden a la homosexualidad.
En el 2006 Jacqueline Jiménez Polanco publicó la antología bilingüe "Divagaciones bajo la luna: Voces e imágenes de lesbianas dominicanas/Musing Under the Moon: Voices and Images of Dominican Lesbians" que incluye cuentos, ensayos, lírica, memorias, poemas e ilustraciones de 26 lesbianas dominicanas.
Se evidencia que ya para la década del 1940, había un interés literario por este tipo de tema.

### Música
El tema gay ha sido tocado en los principales géneros musicales de la RD: Merengue, mambo, bachata y reggueton.
En la década de los 80's el merengue estaba en su auge en la RD. En el 1984 el cantautor Fausto Rey lanza el popular merengue "El Pájaro Herido", que cuenta la historia de un hombre que durante una fiesta se enamora de un travesti. La pieza coincide con el momento de apogeo de los "Creadores de Imágenes" en RD (hombres gay y trans que imitaban a artistas femeninas), por lo que se presume estar contextualizado en una discoteca que ofrecía este tipo de shows.
Por el 2008, la popularidad del merengue había cedido terreno frente a la bachata, apareciendo en la escena musical el bachatero Andy Peña con su controvertida composición "Quiero Volar" y un performance "queer". La canción era una especie de grito de libertad ante la opresión social de la homosexualidad. Otros temas como Provo, Ya no puedo Mas (cover), Hacer el amor [con una persona igual que yo] y La Bicicleta forman parte de su repertorio musical en que cuenta anécdotas gais.
En el Mambo dominicano, un ritmo similar al merengue, la banda Moreno Negrón en el 2005 interpretó el tema Chicho Rizzo que cuenta de manera jocosa una relación entre un travestí y un hombre heterosexual. Para el 2013 la mambera Juliana populariza un cover de la canción "Todos me miran" de la intérprete mexicana Gloria Trevi. Dentro de este género la cantante urbana LaBaby grabó el mambo ¨Sal del Closet¨ bajo producción del grupo Dominicano Ghetto Flow residente en Europa.
La Delfi es la primera cantante del género urbano que pertenece a la comunidad LGBT Dominicana. Sus temas han sido criticados por la "vulgaridad" de sus letras y por influir en determinadas ideas erradas de la homosexualidad, a pesar de que este tipo de lenguaje es muy propio del género musical a que pertenece la artista. Por su parte analistas sociales consideran que su "performance" ha bajado el tono de agresividad hacia la homosexualidad en el contexto popular, lo que los activistas llaman un proceso de "sensibilización".
A continuación listamos algunos temas musicales sobre la homosexualidad en la República Dominicana:
- 2009 - Joshwa In Da House - El me gusta Fra Fra. El contenido de la canción describe el estilo de vestir y otros aspectos de un personaje gay "Fra Fra" desde la perspectiva de un observador heterosexual.
- 2010 - Villano San ft Mozart La Para - El sapito. El símbolo del "maco" es alusivo a la transexualidad.
- 2012 - Vakero - Amarilis échale agua. Canción en la que en su vídeo musical se ve cómo el personaje homosexual antes heterosexual es golpeado por un objeto mientras trabajaba en una construcción y al golpearle con el objeto volverse homosexual, vistiéndose y actuando con todos los estereotipos que se consideran homosexuales en República Dominicana. Este vídeo muestra a la audiencia del género urbano que la homosexualidad es un trastorno mental.
- 2012 - Jhon Distrito ft La Berny - Bastelo. Una producción bailable en donde el personaje de La Berny emplea términos y códigos propios de la cultura gay dominicana.

A principio de 2014 el ídolo dominicano Romeo Santos grabó la bachata ¨No tiene la Culpa¨ en donde promueve la aceptación de las personas transgénero.

### Lugares de encuentro y turismo LGBT
Santo Domingo, considerada la ciudad primada de América, concentra la mayor cantidad de locales de reunión de las personas LGBT. También hay negocios de entretenimiento destinados al público homosexual en las provincias de Santiago, Puerto Plata, Higuey y otras donde el turismo es una fuente impotente de ingresos. La Zona Colonial, un lugar de transcendencia histórica de la ciudad de SD, es una localidad muy ¨gay friendly¨ preferida por los homosexuales tanto para actividades recreativas, culturales y políticas. Allí se encuentra el Parque Duarte que es el principal lugar público de reunión de las personas LGBT en las noches y la calle peatonal el Conde que permite a las personas caminar y visitar diferentes tipo de negocios (tiendas, cafeterías, restaurantes, heladerías, hoteles, otros) que se muestran amigables con esta población. Al igual que existen varias playas con una agrupación de personas LGBT, entre ellas las dos más reconocidas por su gran afluencia de personas en comparación a las demás se encuentran: En la carretera que une la ciudad Capital con el Este se encuentra la playa Caribe; y al norte del país, en la provincia de Puerto Plata, esta la playa de Cabarete.
Pese a que determinados sectores han revelado el potencial del turismo LGBT para la República Dominicana, el Ministerio de Turismos ha manifestado que no forma parte de su interés promover desde el sector oficial a la RD como un destino turístico especializado para esta población. No obstante, este tipo de turismo existe y es promovido desde el sector comercial de carácter privado, en donde se han dado diferentes iniciativas.

## Legislación vigente

### Matrimonio
República Dominicana no reconoce el matrimonio o las uniones civiles entre personas del mismo sexo. Adicionalmente, desde 2010 la constitución del país incluye en su artículo 55 una referencia al matrimonio como la unión entre un hombre y una mujer. Aunque este apartado ha sido generalmente visto como una prohibición constitucional al matrimonio igualitario, algunos expertos legales han señalado que no lo es y que lo que expresa es solo una preferencia del Estado hacia el reconocimiento de las uniones heterosexuales por sobre otras uniones.

## Situación de salud y VIH
En RD la prevalencia en población general de VIH es de 1%. Se han realizado tres estudios en las poblaciones de hombres Gay, personas Trans y otros HSH que reflejan diferentes realidades acerca de la prevalencia de VIH:
- En el 2004 bajo la metodología de bola de nieve aplicada en las provincias de Santo Domingo, Santiago y Samaná se determinó un 11% de prevalencia.[75]
- En el 2008 la prevalencia rondaba en un 6.1%, determinado por encuesta con vinculación serológica.
- Para el 2012 se determinó una prevalencia de 5.1% en Barahona, 7.1% en Santo Domingo, 8.5% en Higuey y 13.7% en Santiago.[76]

De acuerdo al Modelo de Modo de Transmisión (MOT, por sus siglas en inglés) (COPRESIDA/ONUSIDA, 2010) el 33% de las nuevas infecciones de VIH para el 2010 ocurren en la población GTH (Gay, Trans y otros HSH).
También se han hecho estimaciones de otras infecciones de transmisión sexual:
- Sífilis, con una prevalencia de 6.9% en Barahona, 14.3% en Santo Domingo, 6.2% en Higuey y 13.6% en Santiago[76]
- Hepatitis B, con una prevalencia de 0.6% en Barahona, 2.8% en Santo Domingo, 2.4% en Higuey y 5% en Santiago[76]
- Hepatitis C, con una prevalencia de 0.3% en Barahona, 3.7% en Santo Domingo, 0.6% en Higuey y 5.1% en Santiago[76]

No existen estudios locales disponibles sobre la situación de salud de las mujeres lesbianas y desde el sector oficial no existe un eje que aborde la transexualidad, ya que los tratamientos que esta implica suelen ser vistos de carácter estético.